# Bem-vindo Mr. McDonald
Bem-vindo, Mr.McDonald (ラヂオの時間, Rajio no Jikan, "The Time of Radio") é um filme japonês lançado em 1997 dirigido por Kōki Mitani. Popular no Japão após seu lançamento e ganhou três prêmios da Academia Japonesa de Melhor Roteiro, Melhor Som e Melhor Ator Coadjuvante (Masahiko Nishimura). Ele também foi indicado para Melhor Ator (Toshiaki Karasawa), Melhor Atriz (Kyōka Suzuki), Melhor Fotografia, Melhor Diretor, Melhor Edição, Melhor Filme, Melhor Iluminação, Melhor Trilha Sonora e Melhor Atriz Coadjuvante (Keiko Toda).

## Roteiro
Uma transmissão ao vivo noturna de um drama de rádio começa com nenhum dos atores nem a equipe estando satisfeitos com o projeto. Quando a atriz principal Nokko Senbon (Keiko Toda) decide que não fará seu papel a menos que tenha permissão para mudar o nome da personagem, todo o elenco eventualmente insiste em mudar várias partes da peça ao seu gosto. Isso inicia uma cadeia de eventos que muda completamente todos os aspectos da história e exige que toda a equipe participe da conclusão do drama, enquanto estiver no ar.

## Elenco
- Toshiaki Karasawa como Manabu Kudo, o diretor
- Kyōka Suzuki como Miyako Suzuki, a roteirista
- Masahiko Nishimura como Tatsuhiko Ushijima, o produtor
- Keiko Toda como Nokko Senbon, atriz
- Jun Inoue como Mitsutoshi Hirose, ator
- Toshiyuki Hosokawa como Hamamura Jo, ator
- Kaoru Okunuki como Sumiko Nagai, a assistente
- Zen Kajiwara como Harugoro Otaguro
- Moro Morooka como Bucky
- Yoshimasa Kondo como Shiro Suzuki, marido de Miyako
- Akira Fuse como Shuji Horinouchi, o produtor executivo
- Shunji Fujimura como Mansaku Iori
- Shirô Namiki como Suguru Hosaka, o locutor
- Hiromasa Taguchi como Makoto Tatsumi, o editor de som
- Yasukiyo Umeno como Furukawa
- Takehiko Ono como Ben Noda
- Ken Watanabe como Yaro, caminhoneiro
- Kaori Momoi como Takako Nakaura, DJ
- Bsaku Sato como Iwao Kamota
- Somegoro Ichikawa como Kimihoko Saimeiji
- Nobuko Miyamoto como Rumiko Yamazaki